# Lohjanharju ja Ojamonkangas
Lohjanharju ja Ojamonkangas este o arie protejată (arie specială de conservare — SAC, sit de importanță comunitară — SCI) din Finlanda întinsă pe o suprafață de 272 ha, integral pe uscat.

## Localizare
Centrul sitului Lohjanharju ja Ojamonkangas este situat la coordonatele 60°17′09″N 24°09′42″E / 60.2858°N 24.1617°E.

## Înființare
Situl Lohjanharju ja Ojamonkangas a fost declarat sit de importanță comunitară în august 1998 pentru a proteja 1 specie de plante. Situl a fost protejat și ca arie specială de conservare în aprilie 2015.

## Biodiversitate
Situată în ecoregiunea boreală, aria protejată conține 3 habitate naturale: Izvoare fino-scandinave și mlaștini produse de izvoare bogate în minerale, Mlaștini alcaline, Păduri de conifere pe eskere fluvioglaciare sau legate la acestea.
La baza desemnării sitului se află o specie protejată de  plante: Herzogiella turfacea.
Pe lângă speciile protejate, pe teritoriul sitului au mai fost identificate 3 specii de plante.